# Amanoya

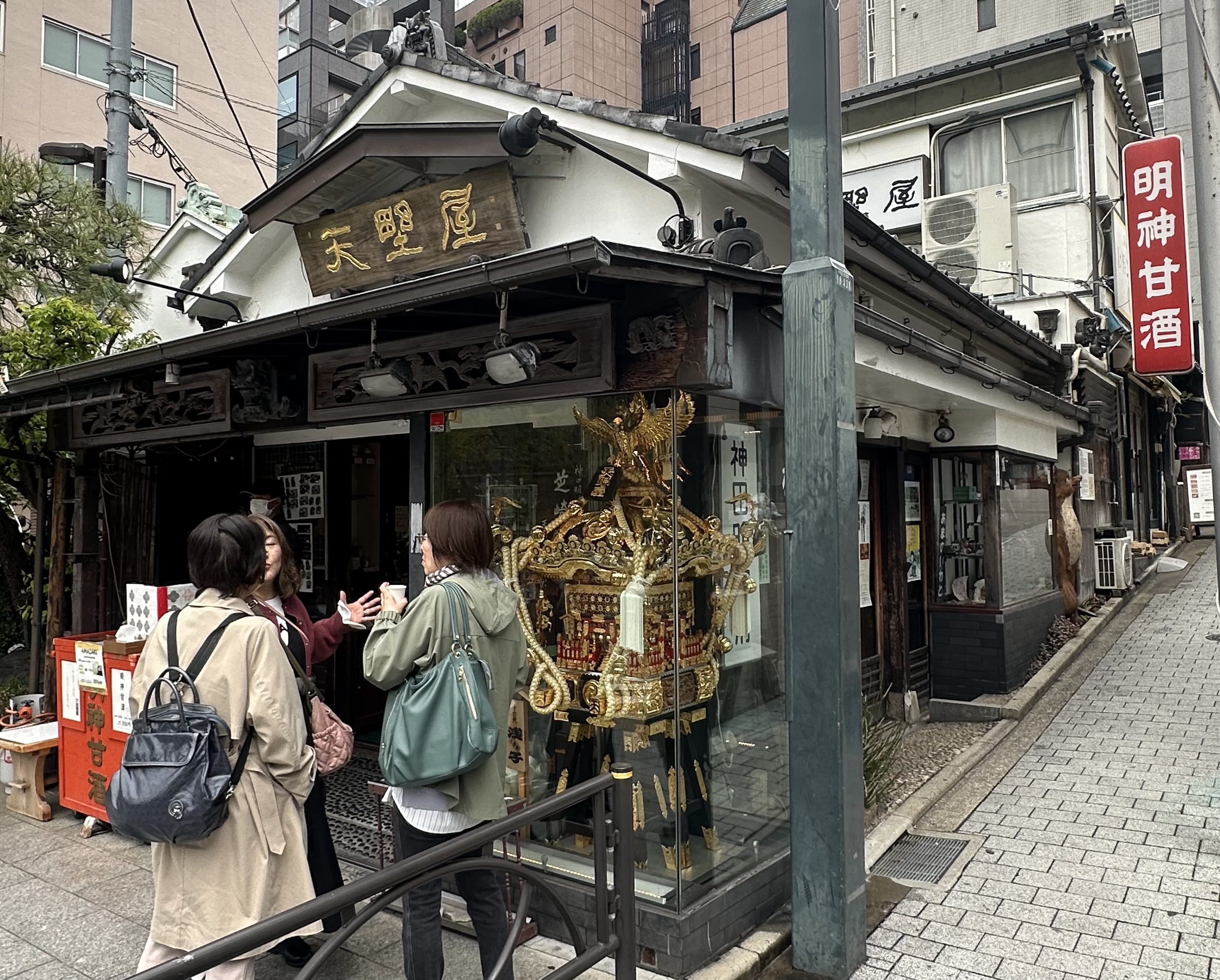
Amanoya, 2025

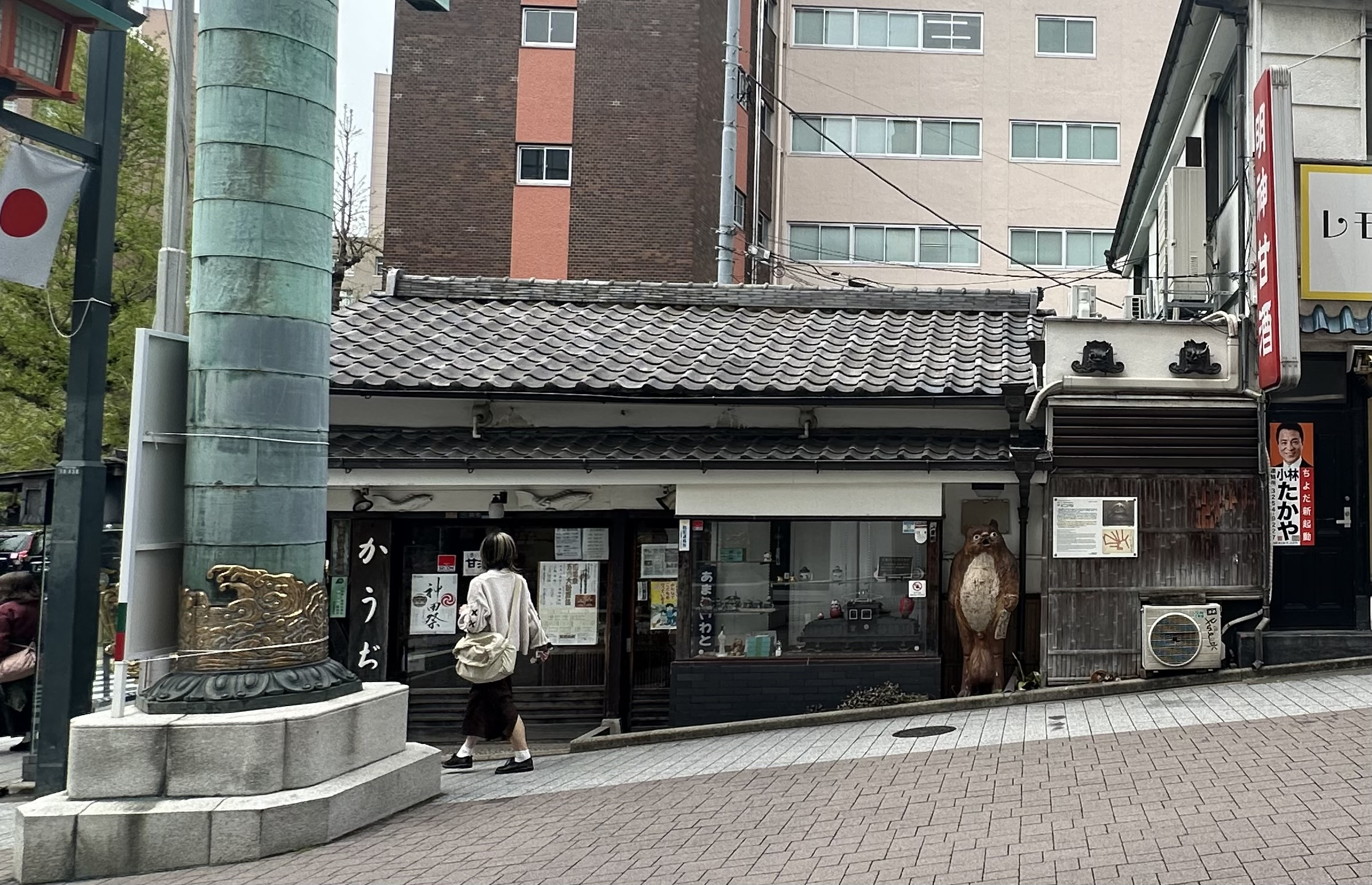
Blick von Osten, links ist das Torii des Kanda-Schreins zu erkennen

Amanoya (japanisch 株式会社天野屋 kabushiki-gaisha Amanoya) ist ein japanisches Traditionsunternehmen zu Herstellung und Vertrieb von Amazake und weiteren japanischen Lebensmittelspezialitäten mit Sitz in Chiyoda, Tokio in Japan. Teile der Produktionsstätte im Zentrum von Tokio werden als materielles Kulturgut des Bezirks geführt.

## Lage
Das Unternehmen befindet sich im zum Tokioter Bezirk Chiyoda gehörenden Stadtteil Sotokanda, unmittelbar an der Westseite des Hauptzugangs zum Kanda-Schrein. Das Torii des Schreins steht direkt östlich neben dem Geschäft. Die Adressierung des Ladens lautet 2-18-15 Sotokanda, Chiyoda-ku, Tōkyō-to.

## Geschichte und Gestaltung
Das Unternehmen wurde im Jahr 1846 gegründet. Erster Eigentümer war Shinsuke Amano, ein Samurai aus Miyazu bei Kyoto, der seinen jüngeren Bruder, Dōjō-Lehrer in Edo, rächen wollte, da er hier ermordet worden war. Er wollte den Attentäter ausfindig machen, in dem er an der Nakasendo, der damaligen Hauptstraße zwischen Kyoto und Edo, warten und sich umhören wollte. Er fand den Täter nie, begann jedoch in einem Keller Koji herzustellen und Amazake zu verkaufen.
Zeitweise gab es in der Region mehr als 100 ähnliche Unternehmen, von denen jedoch nur Amanoya als traditioneller Hersteller blieb.

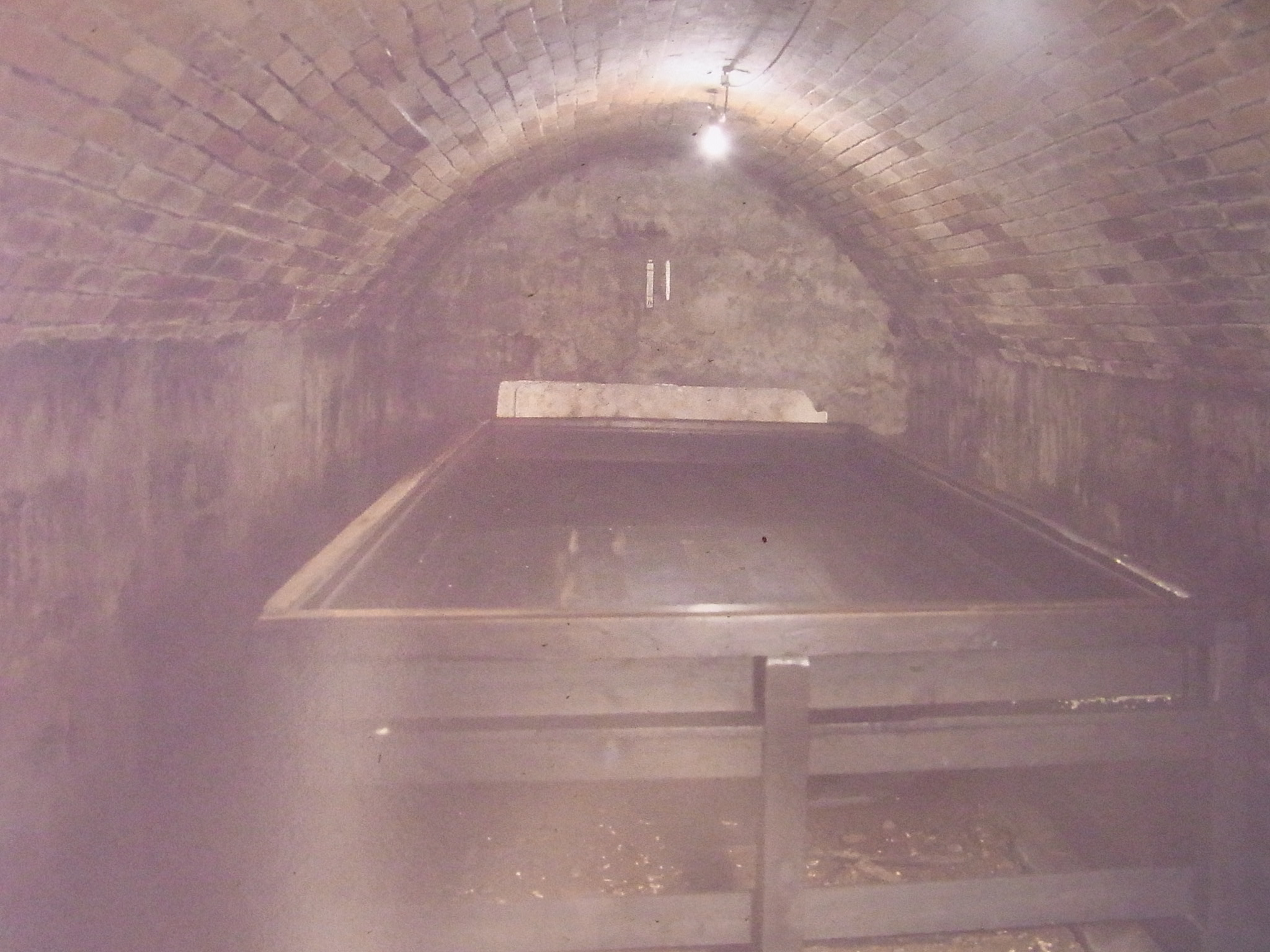
Koji Muri von 1904

Zur Herstellung des Amazakes wird ein Koji Muro benötigt. Hierbei handelt es sich um einen Raum, in dem Koji, für den Herstellungsprozess benötigte Schimmelpilze, wachsen und wirken können. Der heute von Amanoya genutzte Koji Muro entstand in seiner heutigen Form im Jahr 1904. Es wurde in sechs Meter Tiefe wohl bereits seit langer Zeit bestehender Keller mit einem Gewölbe versehen. Wände und Decke wurden mit Ziegelmauerwerk verstärkt. Dieser Raum überstand so Erdbeben, insbesondere das große Erdbeben von 1923, und die Zerstörungen des Zweiten Weltkriegs.

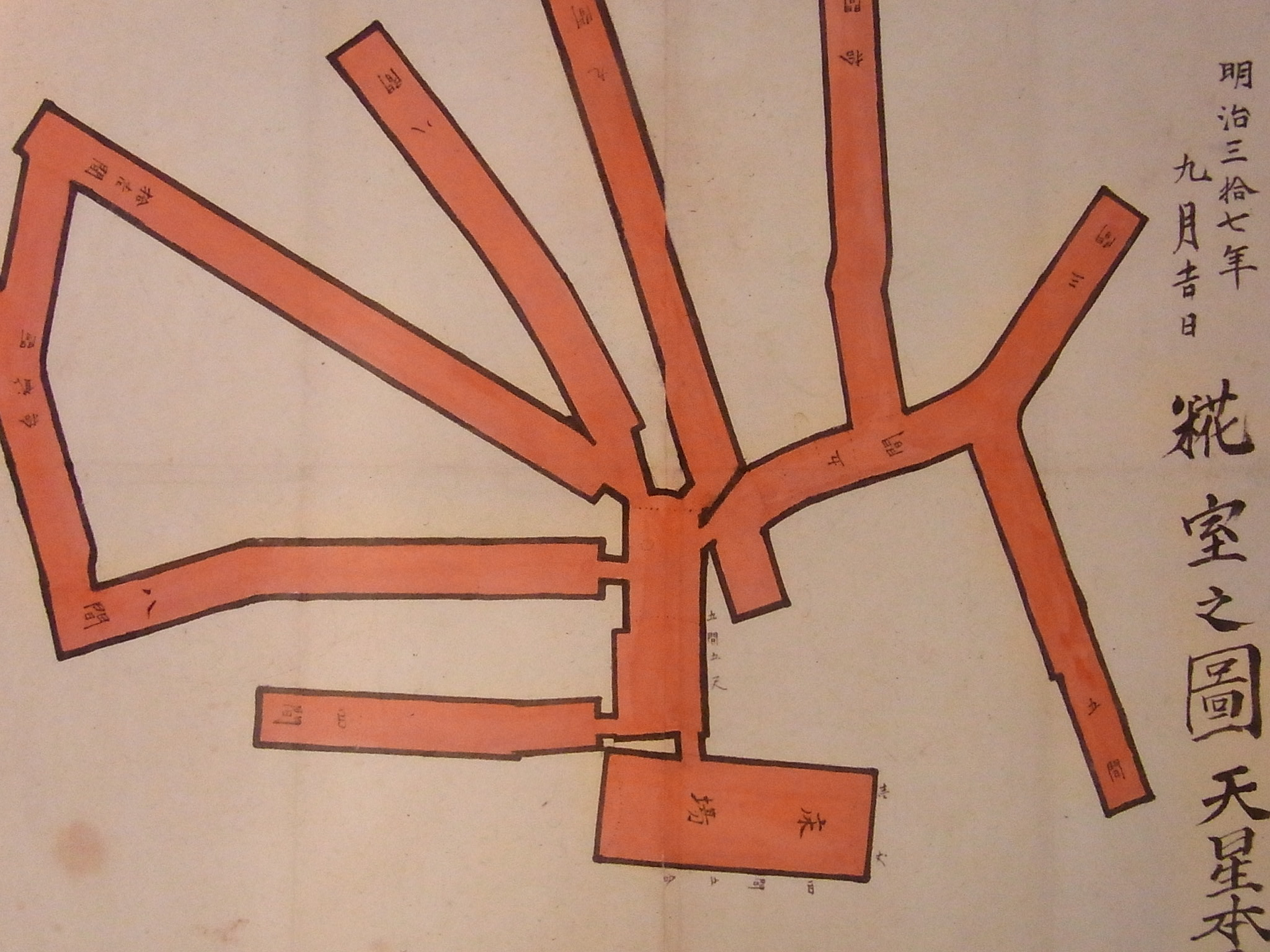
Lageplan der Situation vor 1991

Ursprünglich war das Koji Muro des Unternehmens jedoch deutlich größer. So ist auf einem Lageplan von 1904 eine Vielzahl unterirdischer Räume vermerkt, die annähernd radial von einem mittleren Bereich abgingen. Es sollen etwa elf gewesen sein. Diese Teile wurden jedoch 1991, im Zuge von Neubauten in der Nachbarschaft, abgerissen und verfüllt. Zuvor gab es in den Räumen, die über sehr lange Zeiten der Produktion von Nahrungsmitteln dienten, eine Veranschiedungszeremonie. Das oberirdische, hölzerne, eingeschossige Ladengeschäft des Unternehmens wurde im Zweiten Weltkrieg zerstört und danach rekonstruiert.
Am 1. April 2009 wurde das Denkmal als materielles Kulturgut von Chiyoda ausgewiesen. Das verbliebene Kuji Mori wird durchgängig seit 1904 für seinen Zweck genutzt und gilt als seltenes Kulturgut und Dokument für die Praxis der Herstellung und des Verkaufs von Koji. Es ist das einzige seiner Art in Chiyoda und eines von nur wenigen erhaltenen in Tokio.
Das Unternehmen befindet sich weiterhin im Eigentum der Familie (Stand 2025).